# Droga krajowa B317 (Niemcy)
Droga krajowa 317 (Bundesstraße 317, B 317) – niemiecka droga krajowa przebiegająca z południowego zachodu na północny wschód od skrzyżowania z drogą B3 w Weil am Rhein do drogi B31 koło Titisee w Badenii-Wirtembergii.